# Note from the Underground
Note from the Underground est un ensemble de comics dérivé de la série télévisée Buffy contre les vampires. L'action de ces comics se déroule entre la saison 6 et la saison 7 de la série, soit entre les saisons 3 et 4 d’Angel. Cet arc correspond aux numéros 47 à 50.

## Personnages
Buffy Summers
Angel (Buffy contre les vampires)
Faith Lehane
Willow Rosenberg
Cordelia Chase
Daniel "Oz" Osbourne
Anya Jenkins
Winifred Burkle
Wesley Wyndam-Pryce
Charles Gunn
Dawn Summers
Alexander Harris
Adam (Buffy)